# Termoluminescencja

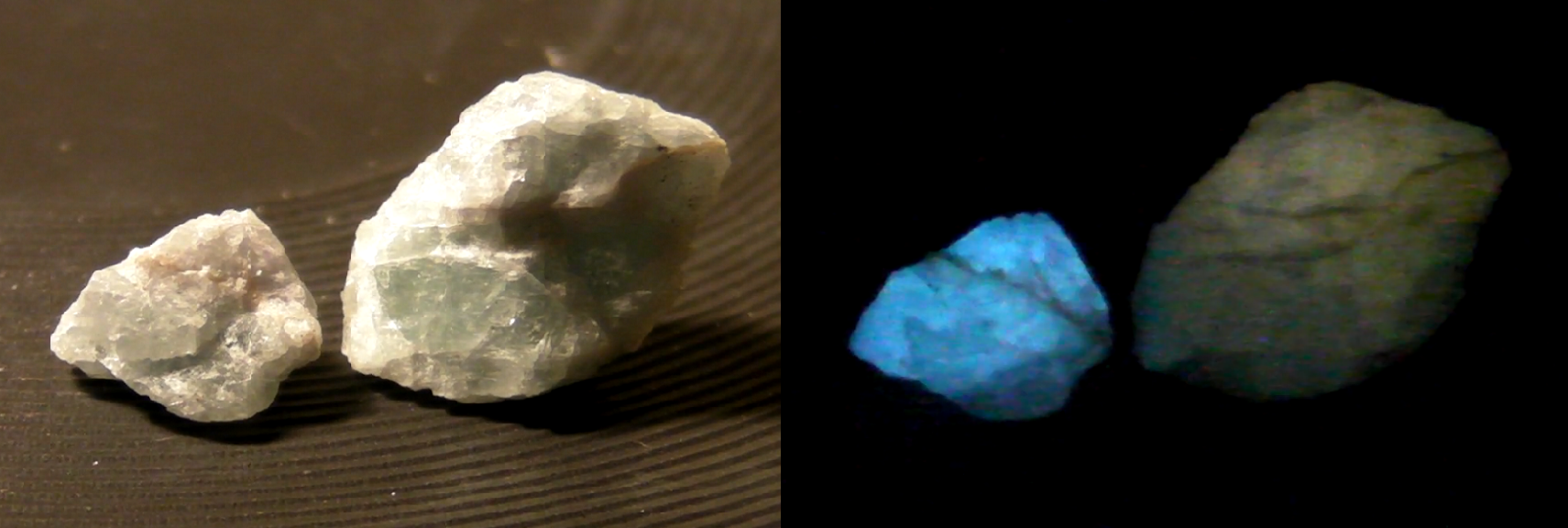
Termoluminescencja fluorytu.

Termoluminescencja – luminescencja substancji wywołana ogrzewaniem substancji, która wcześniej została pobudzona przez światło lub promieniowanie przenikliwe. Zjawisko to występuje w fosforach krystalicznych, fluorycie), szkłach, monokryształach tlenkowych. 

## Mechanizm termoluminescencji
Termoluminescencja (TL) lub termicznie stymulowana luminescencja (TSL) występuje w materiałach o bardzo wysokim oporze elektrycznym to jest w dielektrykach lub półprzewodnikach. Według pasmowej teorii przewodnictwa ciał stałych, w materiałach tych pasmo przewodnictwa jest oddzielone od pasma walencyjnego przerwą energetyczną. W obszarze przerwy energetycznej w miejscach wad sieci krystalicznej występują lokalne poziomy elektronowe (pułapki) bliskie poziomowi pasma przewodnictwa oraz poziomy dziurowe bliskie pasmu walencyjnemu.

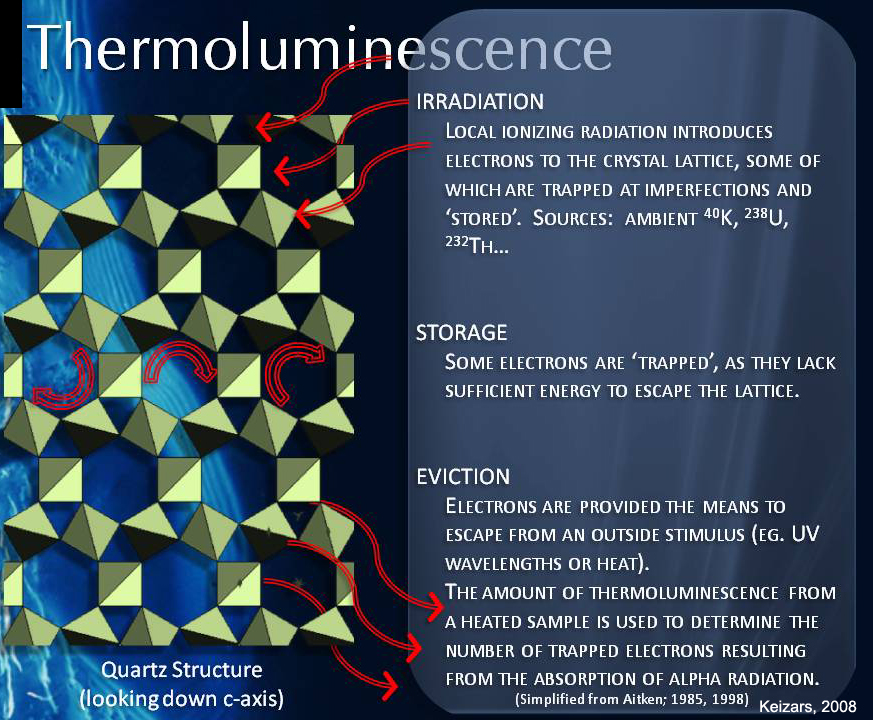
Mechanizm termoluminescencji.

Do wystąpienia termoluminescencji niezbędne jest przeniesienie elektronów i dziur do pułapek (ekscytacja). Przeniesienie to dokonuje się zazwyczaj przez przeniesienie elektronów z pasma walencyjnego do pasma przewodnictwa (generacja par dziura-elektron). Niewielka część elektronów z pasma przewodnictwa może przejść do pułapek elektronowych. Pewna ilość dziur przechodzi też do pułapek dziurowych. W zależności od roli, jaką pełnią poszczególne poziomy pułapkowe określamy je mianem pułapek aktywnych, pułapek głębokich i tzw. centrów rekombinacji.
Ekscytację materiału może dokonać promieniowanie o energii większej od szerokości przerwy energetycznej materiału. Do ekscytacji typowych materiałów organicznych wystarczające jest zazwyczaj promieniowanie elektromagnetyczne z zakresu UV. Dielektryki nieorganiczne, takie jak fluorek litu (LiF), są zazwyczaj ekscytowane wysokoenergetycznym promieniowaniem jonizującym (np. promieniowaniem rentgenowskim, gamma, alfa lub beta). Podobnie mogą być pobudzone poziomy pułapkowe dziur elektronowych.
Nośniki ładunku (dziury i elektrony) uwięzione w pułapkach mogą w nich pozostawać bardzo długo (nawet tysiące lat). Do uwolnienia pułapkowanych nośników potrzebne jest promieniowanie o energii co najmniej równej różnicy między poziomem pułapki a pasmem przewodnictwa (gdy "aktywnymi nośnikami" są elektrony). Dla "typowych" materiałów termoluminescencyjnych (używanych w dozymetrii TL) różnica tych poziomów musi być większa od energii promieniowania cieplnego w temperaturze pokojowej, a mniejsza od energii promieniowania cieplnego w temperaturze kilkuset stopni.
W wyniku podgrzania elektrony z pułapek zostają przeniesione do pasma przewodnictwa, z którego rekombinują do centrów rekombinacji zawierających zapułapkowane nośniki przeciwnego znaku. Natężenie świecenia zazwyczaj jest proporcjonalne liczby elektronów uwięzionych w pułapkach, czyli do dawki promieniowania pochłoniętej podczas ekscytacji. 
Podgrzanie usuwa elektrony (dziury) z pułapek, kasując "pamięć dawkową" kryształu.
Zjawisko to daje możliwość stosowania termoluminescencji w dozymetrii do pomiaru dawki pochłoniętej oraz datowaniu obiektów archeologicznych i geologicznych (metoda termoluminescencyjna).